# Панонска солњача
Панонска солњача (лат. Suaeda pannonica) је једногодишња биљка из фамилије пепељуга (лат. Chenopodiaceae). Род Suaeda обухвата око 100 врста које су распрострањене скоро на целом свету, док у Европи расте  15 врста, углавном на приобалној и сланој подлози. На територији Републике Србије наводи се да расту две врсте S. prostrata и S. pannonica.

## Опис врсте
Панонска солњача је усправна, сивозеленкаста биљка са стабљиком висине до 50 cm. Стабљика је тврда, разграната, сукулентна и без длака. Стабљика је често црвене боје са густо распоређеним листовима. Листови су дугачки 5–20 cm полуваљкастог облика, наизменично распоређени. Млади листови без мекане, беле кончасте бодљице. Брактеоле су на врху назубљене, доста дуже од клупчастих цвасти. Цвасти састављене од 2-5 цветова који су двополни, петочлани и зигоморфни. Листићи цветног омотача трајни, углавном жућкастозеленкасти, јајолики, по ободу опнасти. Цвета од јула до септембра, а опрашује се анемофилијом. Плод је хоризонтална, дугуљаста орашица. Биљка се расејава анемохорно, тј. осушене биљке ветар кида, а затим их котрља.

## Станиште и распрострањење
Ова врста је халофита, тако да расте на веома заслањеним стаништима, на обалама и дну осушених слатинских језереа. Често изграђује густе монодоминантне састојине Suaedetum pannonicae са великом покривеношћу, али се јавља и у асоцијацијама Salicornietum prostratae, Crypsido-Suaedetum maritimae. 
Ова врста спада у панонске ендeмите. Ареал врсте обухвата територију југоисточне Аустрије, Мађарске и Србије. На теритоији Србије се може наћи на свега неколико локалитета у Војводини (бара Окањ, језеро Русанда и Слано Копово).

## Угроженост и заштита врсте
S. pannonica у Републици Србији има статус строго заштићене биљне врсте. На ово је утицало више негативних фактора, као што је мелиорација слатина спуштањем нивоа подземних вода, интезивна испаша и претварање станишта у сметлиште. Природна станишта ове врсте су проглашена заштићеним подучјима (Специјални резерват природе „Слано Копово”, Специјални резерват природе „Окањ бара” и Парк природе „Русанда”) и на овај начин је предузета једна од мера заштите.